# Александр VI
Александр VI (лат. Alexander  PP. VI; до интронизации — Родри́го Бо́рджиа (в итальянском произношении) (кат. Roderic de Borja i Borja, исп. Rodrigo de Borja y Borja, итал. Rodrigo Borgia); 1 января 1431 года, Шатива, Королевство Арагон — 18 августа 1503 года, Рим) — папа римский с 11 августа 1492 года по 18 августа 1503 года. Второй и последний папа римский из испанского рода Борджиа (Борха).
Значительно расширил пределы контролируемых папой территорий Папской области, превратив её в централизованное государство. Защита светских интересов папства, возвышение его собственной родни и расширение сети ватиканской дипломатии являлись для него более насущными интересами, чем реформа Церкви и сохранение её морального авторитета. С вероучительной точки зрения, он, как и другие папы эпохи Ренессанса, был консерватором и заботился об искоренении ересей.

## Биография

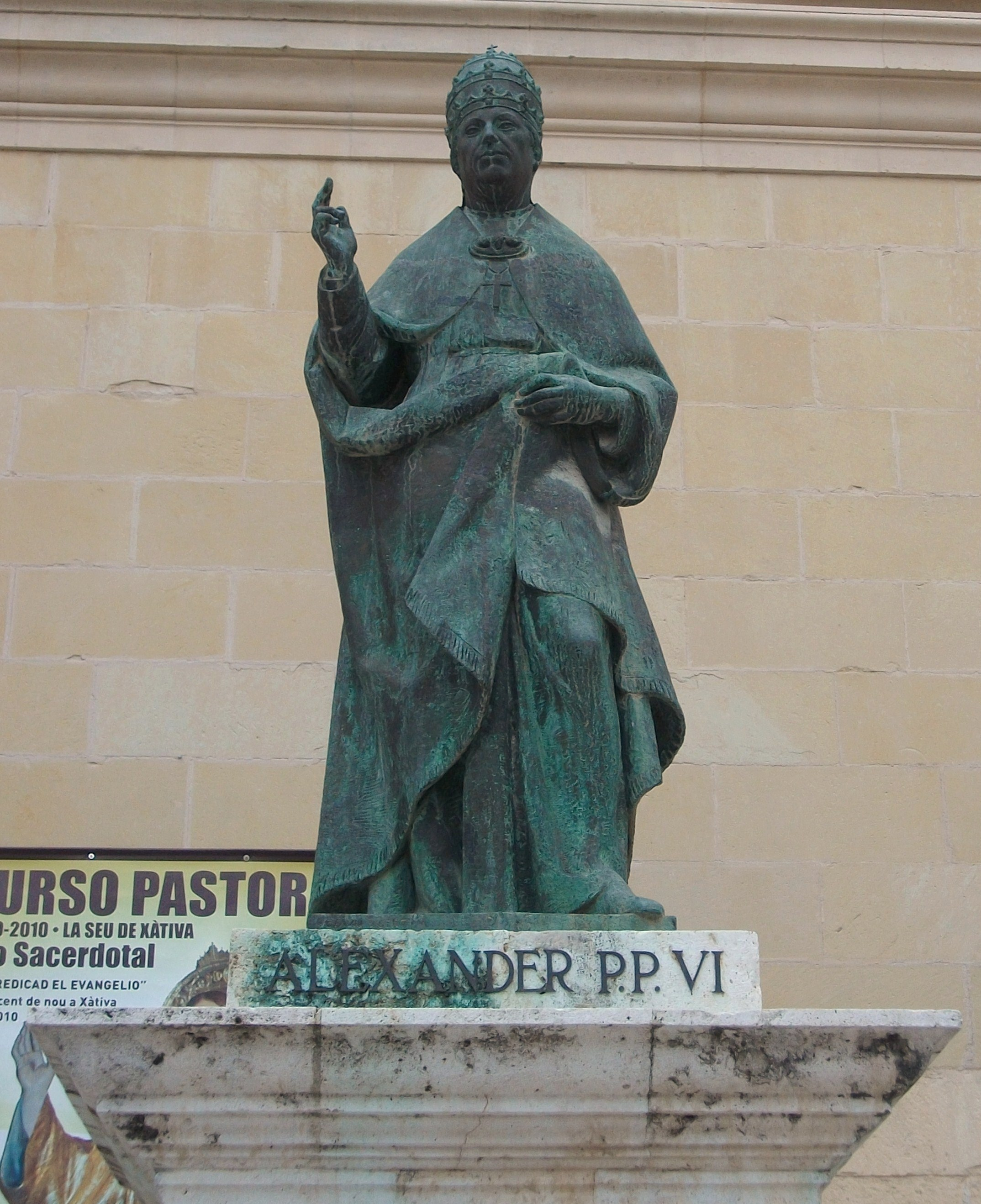
Памятник Александру VI в Шативе, Испания

Родился в местечке Шатива, неподалёку от Валенсии, вероятно, 1 января 1431 года. Его родителями были Хофре Хиль де Борха-и-Эскрива (ит., 1390—1437) и его дальняя родственница Изабелла, урождённая де Борха-и-Льянсоль (ум. 1468), сестра кардинала Алонсо де Борха (Альфонсо де Борджиа). У него имелись четыре сестры и брат. Брат его матери стал папой Каликстом III в 1455 году.
В 1456 году Родриго в Риме стал кардиналом-дьяконом с титулярной диаконией Сан-Никола-ин-Карчере, в 1457 году — Вице-канцлер Святой Римской церкви, но рукоположение священника принял только в 1468 году. Его назначение было следствием высокого положения его дяди, но Родриго Борджиа показал себя умелым администратором.
После смерти дяди в 1458 году Родриго Борджиа остался в Риме один. Его родной брат Педро Луис, командовавший папской армией, сбежал в Чивитавеккью и умер там в одиночестве, другие родственники тоже разбежались; то, что Родриго в одиночку в чужой стране сохранил важную должность, свидетельствует о его уме и дипломатическом таланте. Об этих годах его известно не очень много, он держался в тени, однако большие владения (он был архиепископом, епископом и аббатом во многих областях Италии и Испании) позволили ему стать со временем весьма богатым кардиналом.
В 1472 году он один раз ненадолго посетил собственную епархию, испанскую Валенсию, ради того, чтобы встретиться с сыном арагонского короля Фердинандом, дать ему папское разрешение на брак с родственницей Изабеллой Кастильской, который совпадал с интересами Церкви, и фактически поддержать Изабеллу Кастильскую в её войне с собственным братом.
Занимал многие должности в Римской курии: Апостольский легат в Анконской марке с 31 декабря 1456 по 1 сентября 1458. Апостольский администратор епархии Жироны с 26 марта 1457 по 30 июня 1458. Кардинал-дьякон с титулярной диаконией Санта-Мария-ин-Виа-Лата in commendam с августа 1458 по 11 августа 1492. Апостольский администратор епархии Валенсии с 30 июня 1458 по 9 июля 1492. Архиепископ Валенсии с 9 июля по 11 августа 1492. Кардинал-протодьякон с 24 марта 1463 по 30 августа 1471. Кардинал-епископ Альбано с 30 августа 1471 по 24 июля 1476. Аббат-коммендант бенедиктинского аббатства Субьяко с 30 августа 1471 по 11 августа 1492. Камерленго Священной Коллегии кардиналов с 8 января по 15 мая 1472. Кардинал-епископ Порто и Санта Руфины с 24 июля 1476 по 11 августа 1492. Апостольский администратор епархии Картахены с 8 июля 1482 по 11 августа 1492. Декан Священной коллегии кардиналов с 22 января 1483 по 11 августа 1492. Архипресвитер папской Либерийской базилики с 11 августа 1483 по 11 августа 1492. Апостольский администратор епархии Мальорки с 9 октября 1489 по 11 августа 1492. Апостольский администратор епархии Эгера с 1491 по 11 августа 1492.

### Конклав 6—11 августа 1492 года
После смерти Иннокентия VIII в 1492 году силы двух основных партий кардиналов, сторонников Джулиано делла Ровере и Асканио Сфорцы, были равны, и не существовало надежд на победу ни той, ни другой стороны. Существовало мнение современников и историков XIX века, что якобы посередине конклава кардинал Борджиа сумел подкупить Сфорца, снявшего свою кандидатуру и ставшего агитировать за Борджиа, и прочих его сторонников, своими аббатствами и епархиями. Однако исследованные в XX веке документы конклава свидетельствуют, что дело было не совсем так: Борджиа был одним из лидирующих кандидатов с самого первого голосования. Кардиналы выбрали его как компромиссного кандидата, к тому же известного своими административными способностями и политической проницательностью. Предвыборные торги имели место накануне конклава, но не превышали подобные практики предыдущих конклавов.

### Политика в Первую итальянскую войну

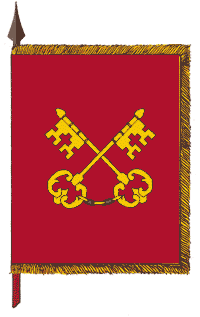
Ключи апостола Петра — герб Римских Пап

Политические амбиции всех пап Ренессанса традиционно ограничивало то обстоятельство, что к северу и востоку от Рима были рассыпаны папские города, де-факто управляемые независимыми князьками из местных феодальных родов вроде Малатеста, Бентивольо и других, не платившими папе даже положенной дани как своему сюзерену, а в самом Риме папы враждовали иной раз с олигархическими кланами типа Колонна и Орсини, которые за века скопили в своих руках огромные богатства и земельные владения и традиционно пользовались большим влиянием на горожан.
Папа первоначально пытался опереться на своих старых друзей, испанских монархов, которым даровал титул католических королей. 4 мая 1493 года он издал буллу «Inter caetera», признававшую за королями Испании и Португалии право на владение землями, открытыми в морских походах, и утверждавшую соглашение о разделе мира между ними. Его старший сын Пьеро Луиджи получил от короля Фердинанда Арагонского герцогство Гандию, доставшееся после его смерти другому сыну, Джованни.
Партию неприятелей нового понтифика при папском дворе возглавил кардинал из рода делла Ровере (будущий папа Юлий II). Опасаясь физического устранения, он бежал в 1494 году во Францию ко двору короля Карла VIII, который готовился двинуть свою армию на завоевание Неаполитанского королевства (как наследник неаполитанских королей из династии Анжу-Валуа). Под влиянием делла Ровере король пригрозил папе Борджиа смещением.
Когда в начале 1495 г. Александр удостоил Карла VIII личной аудиенции в Риме, французский король не решился выступить против него, хотя и не получил от папы желаемой инвеституры Неаполитанского королевства. Появление французских полчищ в Италии и их движение на юг переполошило правителей севера Италии и Венецианскую республику. К Священной лиге государей, направленной против Франции, примкнул и император Максимилиан. Дипломатическая активность и прямое вторжение испанцев позволили на время нейтрализовать угрозу французской гегемонии в Италии. В мае 1495 года французский король вынужден был отступить к своим границам.
Война, видимо, показала Александру VI, что ему необходимо увеличить свою власть как светского правителя Центральной Италии, подчинив непокорных местных тиранов Папской области, и лавировать самому между французами и испанцами, не подчиняясь полностью ни тем, ни другим.

### Распущенность

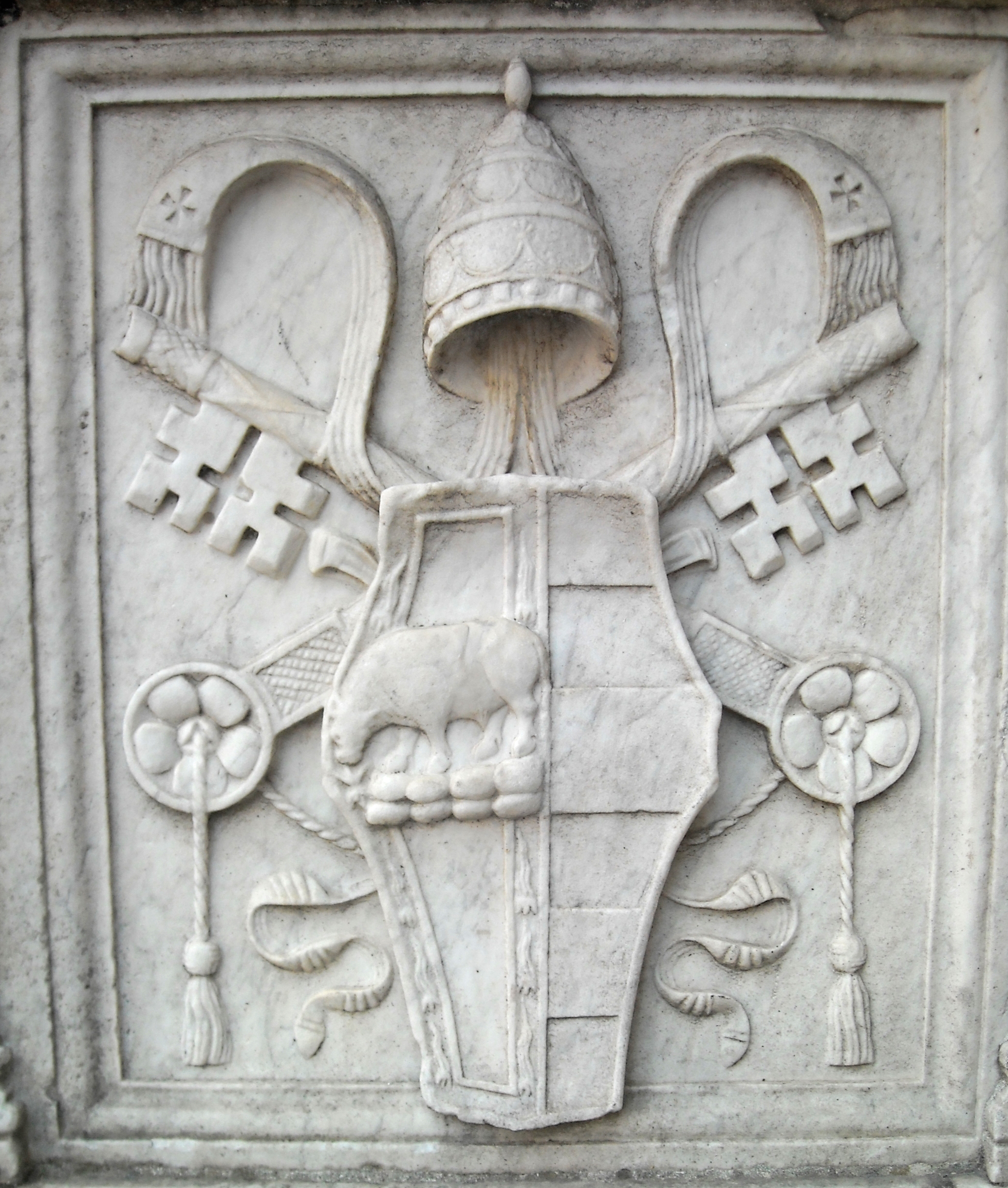
Герб Борджиа с быком вместе с папскими ключами на стене замка Святого Ангела

Мощным политическим инструментом в руках Александра была раздача кардинальских шапок. За время его понтификата было назначено 43 новых кардинала, и зачастую назначения имели политическую подоплёку. Его сын Чезаре стал кардиналом в 18 лет, Алессандро Фарнезе — брат папской любовницы Джулии — в 25 лет. Многие важные светские и духовные должности были отданы арагонским родственникам понтифика, и традиционная для папской курии семейственность увеличилась до нового уровня.
14 июня 1497 года из Тибра выловили тело любимого сына понтифика Джованни, герцога Гандийского, вернувшегося год назад из Валенсии, чтобы возглавить войну отца против непокорной итальянской знати. Позднее многие стали говорить, что расправу над родным братом организовал завидовавший ему брат Чезаре. Однако весьма вероятно, что убийство было местью воевавшего с папой клана Орсини или результатом дурнопахнущих любовных похождений самого герцога Гандийского. Трагедия в собственном семействе произвела серьёзное впечатление на Александра. Он пообещал принять меры против роскоши духовенства и симонии, но серьёзных церковных реформ так и не произошло, да и само высшее духовенство было к ним не готово.
Широко известна вражда Александра VI с Савонаролой, обличавшим злоупотребления высшего духовенства и отрицавшего верховную власть пап. Неприемлемым для папы было и то, что из-за его влияния Флорентийская республика стала в Первой итальянской войне союзником Франции. В 1495 году Савонарола не допустил вступления Флоренции в антифранцузскую лигу. Он не занимал никаких государственных должностей, но благодаря своему моральному авторитету контролировал политическую систему республики. Папа пытался привлечь проповедника на свою сторону, предложив ему сначала архиепископство во Флоренции, затем — пост кардинала. Однако Савонарола оставался непримиримым оппонентом. В 1497 году Александр VI отделил монастырь святого Марка от провинции доминиканского ордена и подчинил его римской провинции. Смутьяну запретили проповедовать, пока он не даст в Риме объяснения, но он не подчинился, и папа отлучил его от церкви. 23 мая 1498 года при огромном стечении народа Джироламо Савонарола был повешен, а потом тело его сожжено. Впрочем, политика Флорентийской республики и после этого осталась профранцузской.
Италия полнилась смутными слухами о кровосмесительной связи дочери понтифика Лукреции с отцом и тремя братьями. Также современники подозревали, что нуждаясь в деньгах, папа травил ядом богатых кардиналов, чьё имущество после их смерти по традиции возвращалось в папскую казну. Возможно, он, как бывало в ту эпоху, действительно использовал порошок из шпанской мушки (кантареллу) или мышьяк, но многие такие слухи об отравлениях явно фантастичны. Правдоподобие имеет только одно обвинение: в 1504 году при папе Юлии II слуга внезапно умершего годом ранее кардинала Микьели признался в тюрьме, что отравил своего хозяина по приказу Борджиа. Но все же стоит осторожно относиться к такого рода признательным показаниям, которые Юлий II мог получить у заключённого пытками или лживыми посулами свободы.

### Централизация власти
В 1498 году новый король Франции Людовик XII сразу же сообщил папе, что предъявляет наследственные права на владение Миланом и Неаполем, но не хочет ни в чём ущемлять Святой Престол. При этом новый французский король просил разрешения Папы на развод с тем, чтобы жениться на вдове своего предшественника Анне Бретонской. И тогда Александром VI было принято политическое решение о сближении с вчерашним врагом, Францией.
Французский король в 1499 году женил Чезаре на знатной француженке, пожаловал ему герцогство во Франции и предоставил своих людей для того, чтобы навести порядок в Папской области. На церковные деньги была нанята армия, отправившаяся на зачистку непокорных папских вассалов. Чезаре Борджиа, как ранее его покойный брат Джованни, стал командующим папской армией. Чередуя осады с политическими убийствами, Чезаре со своей армией с 1500 до 1503 года объединил под своей властью почти всю Умбрию, Эмилию и Романью, получив титул герцога Романьи и почти создав из Папской области централизованное государство. Успехи завоеваний отчасти объяснялись и тем, что жители городов Романьи были нелояльно настроены к своим собственным князькам, по большей части из-за трудного экономического положения. В те же годы папа, стремясь ослабить римскую знать, конфисковал замки знатных семей Савелли, Каэтани и делла Колонна, понтифик и его сын расправились со старыми врагами из семейства Орсини (см. заговор Маджоне).
Целью этих завоеваний можно считать как династизм папы, стремившегося любой ценой возвеличить своих детей и создать для них собственные наследственные владения, так и определённый итальянский патриотизм папы, хотевшего оставить своим преемникам единое, хорошо управляемое Папское государство, которое может играть роль в будущем Италии.

### Смерть

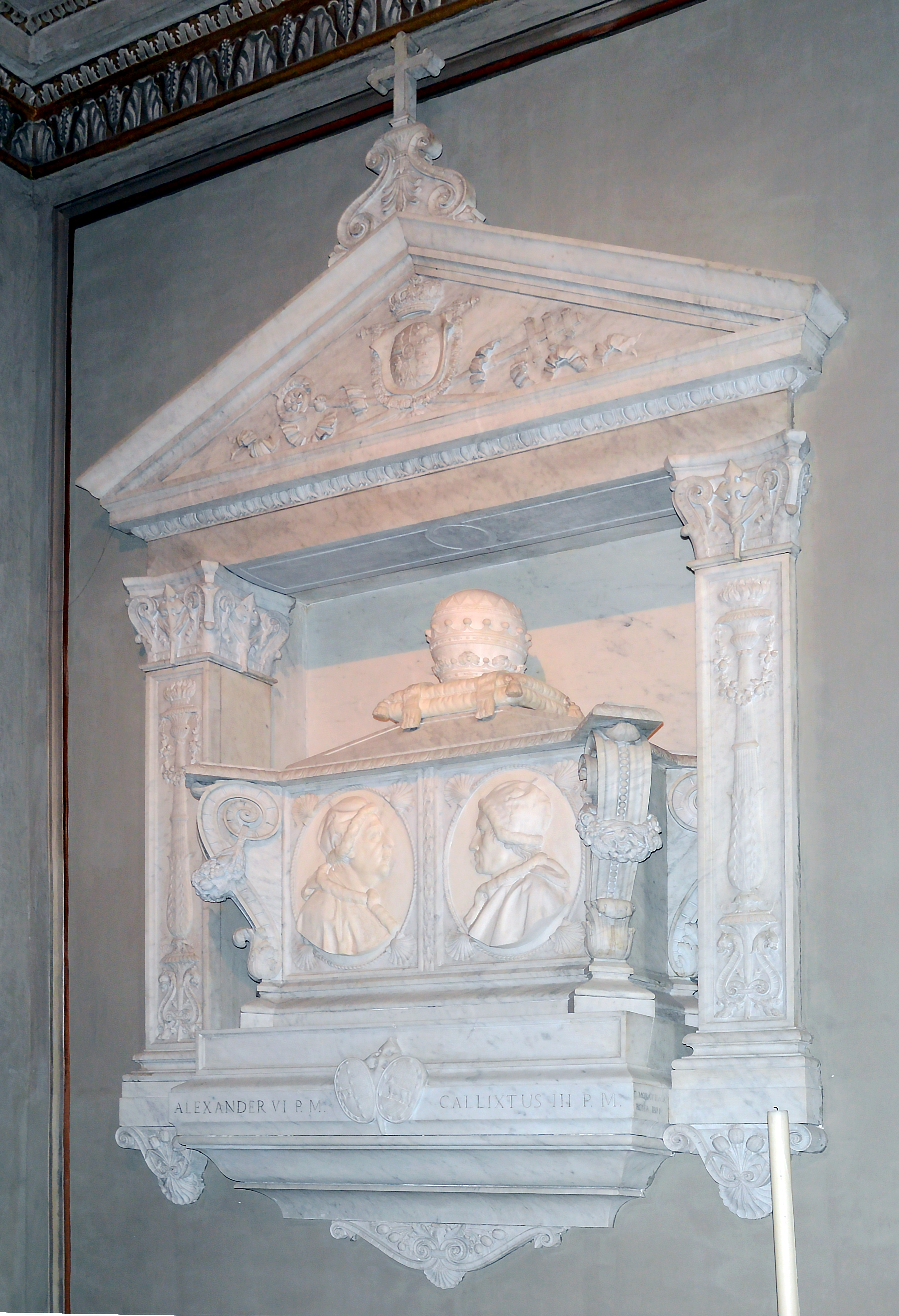
Гробница пап Александра VI и Каликста III в римской церкви Санта-Мария-ди-Монсеррато

За двенадцать дней до смерти папа с сыном Чезаре ужинал на вилле кардинала Адриано да Корнето. Все присутствовавшие на обеде заболели, у них началась горячка. Александр VI умер 18 августа 1503 года. Обыкновенно в августе, в период жары и эпидемий, знать уезжала из Рима в менее малярийные и прохладные места, на холмы, но в тот год наличие рядом с городом двух больших иностранных армий (французской и испанской) вынудило папу остаться и с тревогой наблюдать за ситуацией.
Странный характер лихорадки со рвотой и быстрое разложение трупа папы на жаре породило противоречивые слухи о его отравлении. Позже папа Лев X официально обвинил в умышленном отравлении обоих Борджиа хозяина, кардинала да Корнето; другие рассказывали, что Александр съел по ошибке отравленное яблоко, которое он сам подготовил для Чезаре, или случайно выпил яд в вине, который он и его сын подготовили для других кардиналов. Однако все противоречивые легенды не имеют доказательств, а современные исследователи не сомневаются в естественной причине смерти от кишечной инфекции и/или обострения хронической малярии.
Из-за массовых беспорядков в городе папу похоронили почти украдкой, без надлежащего отпевания, в базилике св. Петра (в 1610 году прах перенесли в испанскую церковь Санта-Мария-ди-Монсеррато). Чезаре, сам тяжело больной, не сумел взять под контроль новые папские выборы и потерял власть. Но задача установления папской власти в собственном государстве папы оказалась в основном завершена, римские бароны и тираны Папской области никогда уже не становились такой тяжкой проблемой для новых пап; и ненавидевший Борджиа Юлий II успехами своих дальнейших завоеваний был обязан именно им.

## Меценатство

Папа Александр VI перед воскресшим Христом (деталь фрески работы Пинтуриккьо из апартаментов Борджиа)

Сразу после избрания папа позаботился о Риме и восстановил обветшавший замок Святого Ангела (при этом обустроив в его подземельях тюремные камеры). Укрепив квартал Тор-ди-Нона, он защитил город от нападений с моря, Александра VI можно считать основателем Леограда — жилой части Ватикана. В 1500 году он со всей возможной пышностью справил 1500-летний юбилей рождения Христа.
Александр VI известен как меценат, любитель искусств. По его инициативе были выполнены многие архитектурные работы в Риме. По его заказам работали Перуджино и Донато Браманте. Одним из проектов папы Борджиа была роспись собора Санта Мария Маджоре. Папа покровительствовал римскому университету, поддерживал профессоров.

## Репутация

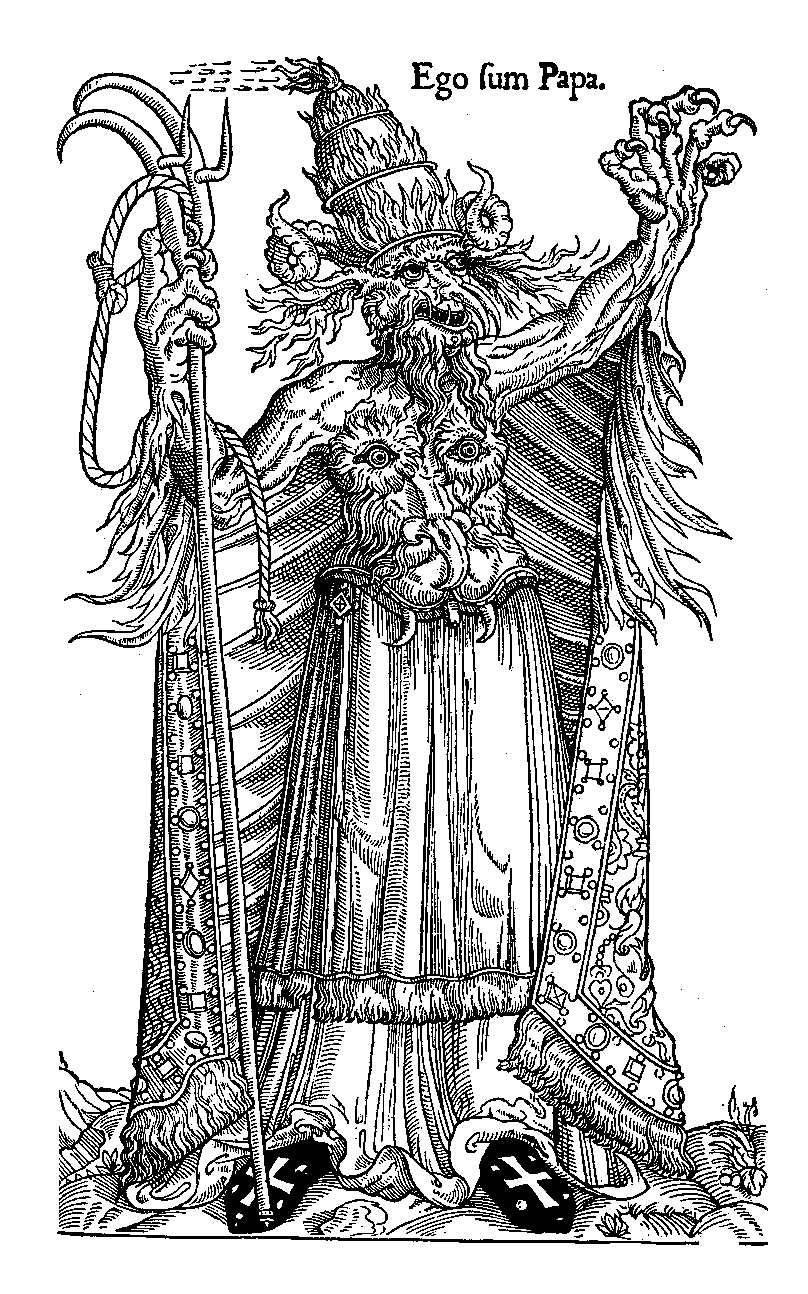
Карикатура на папу Александра VI.

Ещё при жизни Александр VI был заклеймён своими политическими противниками как «чудовище разврата» — сожитель собственной дочери, родившей ему сына. Он обладал репутацией маниакального убийцы-отравителя, «аптекаря сатаны». От его политических противников жуткие истории о папе переняли протестантские и, позже, атеистические пропагандисты.
Историки XX века, скорее, склонны объяснить легенды про инцесты и отравления недовольством его объединительной политикой, исходившим, в первую очередь, от старой итальянской элиты, или враждебностью, которую питал к Борджиа папа Юлий II. Неприязнь итальянцев к нему и его многочисленным испанским родственникам могла быть связана и с их иностранным происхождением.
Тем не менее, даже нейтральным современникам казались неприличными его погоня за личной выгодой и желание возвеличить своих детей за счёт старой итальянской аристократии, превышающее обычный непотизм других пап. Сам факт, что понтифика многие поливали грязью с такой ненавистью, имел огромные последствия в ту эпоху накануне Реформации, когда папская власть и единство католиков находились под угрозой.

## Потомство
Александр VI имел, как считается, многочисленное внебрачное потомство, хотя не нарушал приличий и никогда не признавал ни одного из своих вероятных детей, поэтому достоверных сведений о его личной жизни крайне мало. Из его любовниц известна Ваноцца деи Каттанеи, от которой имел трёх сыновей и дочь. Другая известная возлюбленная — Джулия Фарнезе.
Предполагаемые дети:
- от неизвестных матерей
  - сын Пьетро Луиджи (по-испански Педро Луис) (1460—1488), 1-й герцог Гандии[7]
  - дочь Джиролама (1469—1483), по мужу Чезарини[7]
  - дочь Изабелла (1471—1547), по мужу Матуцци, прапрабабушка папы римского Иннокентия X[7]
  - сын Родриго (1503?—1527), объявленный позже папой Львом X сыном Александра VI и неизвестной женщины (согласно другой версии, бастард кардинала Франсиско де Борджиа, епископа Козенцы)[36]
  - сын Джованни (1498—1547?), «римское дитя», ребёнок загадочного происхождения, объявленный позже сыном Александра VI и неизвестной женщины (возможно, был бастардом Лукреции Борджиа)[36]
- от Ваноццы деи Каттанеи
  - сын Джованни (по-испански Хуан; 1475, 1476 или 1477—1497), 2-й герцог Гандии, герцог Сесса[7][36]
  - сын Чезаре (1474, 1475 или 1476—1507), герцог Романьи и Валентинуа[7][36]
  - дочь Лукреция (1480—1519), герцогиня Пезаро, герцогиня Бишелье, герцогиня Феррары[7][36]
  - сын Джоффре (1481/82—1516/1517), князь Скуиллаче[7][36]
- от Джулии Фарнезе
  - ? дочь Лаура Орсини (1492—1530), родилась, возможно, в эпоху связи матери с кардиналом Борджиа, но вышла замуж в 1505 г. за родственника Юлия II Никколо делла Ровере, так как дочерью Борджиа её всерьёз не считали[37].

## В массовой культуре

### В литературе и публицистике
- Новелла пятнадцатая из сборника Мазуччо «Новеллино» описывает, вероятно, одно из любовных приключений будущего папы римского.
- В книге Александра Дюма «Граф Монте-Кристо» именно из-за страха быть отравленным Александром VI кардинал Спада спрятал свои сокровища на острове Монтекристо.
- «Семейство Борджа» Александр Дюма.
- Папа Александр VI, Чезаре и Лукреция являются второстепенными персонажами романа Дмитрия Мережковского «Воскресшие боги. Леонардо да Винчи».
- История о легендарном самоотравлении Александра VI саркастически излагается в «Голубой книге» Михаила Зощенко, в прологе к разделу «Неудачи».
- В книге Лео Таксиля «Священный вертеп», жизни и деятельности Родриго Борджиа посвящена глава «Александр шестой».
- В произведении Рафаэля Сабатини «Жизнь Чезаре Борджиа», Александр VI является одним из центральных персонажей.
- Родриго Борджиа (Александр VI) и его семье посвящена книга Марио Пьюзо «Семья» (в некоторых переводах «Первый дон»).
- «Мадонна Семи Холмов» и «Ореол Лукреции» Элеанор Хибберт.
- «Город Бога: повесть о семействе Борджиа» Сесилии Холланд.
- «Невеста Борджиа» Джин Калогридис.

### В кинематографе
- В фильме «Аморальные истории» 1973 года семья Борджиа показана как семья, практикующая кровосмешение. В роли Александра VI актёр Якопо Бериници.
- Телефильм «Борджиа» (Великобритания, BBC, 1981). В роли папы Адольфо Чели.
- Александр VI является одним из центральных персонажей фильма «Яды, или Всемирная история отравлений» 2001 года. Роль исполняет Олег Басилашвили.
- Родриго Борджиа (в исполнении Ману Фуйола) — главный герой канадско-германского фильма 2006 года «Восхождение Борджиа» (экранизированы события конклава 1458 года).
- Фильм «Борджиа» (Испания, 2006). Роль исполняет Луис Омар.
- «Борджиа» — популярный мелодраматический сериал Нила Джордана (производство Канада—Венгрия—Ирландия, 2011—2013 годы). Джереми Айронс играет главу семейства Родриго Борджиа — Александра VI[38].
- «Борджиа» — сериал Тома Фонтаны (производство Франция—Германия—Чехия—Италия, 2011—2014 годы). В роли Родриго Борджиа — Джон Доман. Относительно близко следует историческим фактам, хотя в меньшей степени, чем сериал BBC 1981 года.
- Является персонажем испанского исторического телесериала «Изабелла» (2011—2014).
- Фильм «Кукловоды» (2017) показывает, как Борджиа стал папой Римским Александром VI.

### В видеоиграх
- Родриго Борджиа, он же Испанец, является основным антагонистом в компьютерной игре Assassin’s Creed II. Уже в качестве второстепенного антагониста фигурирует в Assassin’s Creed: Brotherhood.